# Mobile Suit Zeta Gundam
Autre
Mobile Suit Zeta Gundam (機動戦士Ζガンダム, Kidō Senshi Zēta Gandamu), parfois abrégé en Mobile Suit Z Gundam, est la seconde série animée de la franchise Gundam diffusée pour la première fois en 1985. Réalisée par le créateur de la franchise Yoshiyuki Tomino et produite par Sunrise, elle fait directement suite à la série originale Mobile Suit Gundam, reprenant le même univers et plusieurs personnages. En 2005 et 2006, la série fut remaniée et compilée en une trilogie de films intitulée Mobile Suit Zeta Gundam : A New Translation.
Mobile Suit Zeta Gundam jouit d'une popularité importante au Japon, étant l’un des chapitres de Gundam les plus populaires. @Anime propose depuis 2017 les Blu-Ray de l'intégralité de la série en VOSTFR et Crunchyroll le diffuse en streaming depuis le 9 mai 2023.

## Synopsis
L’histoire se déroule sept ans après Mobile Suit Gundam et la guerre d’indépendance de Zeon.
La Fédération crée en U.C. 0083 une armée d'élite, les Titans. Leur rôle est de traquer les survivants des Forces de Zeon et de garantir le maintien de la paix. Mais les Titans gagnent de plus en plus en autonomie et en viennent à réprimer par la force armée toute opposition politique au gouvernement, en faisant usage de méthodes excessivement brutales et très expéditives.
En U.C. 0085, c'est l'incident de la Colonie no 30 de Side-1 où les Titans exterminent les 10 millions d'habitants de la colonie, après qu'une gigantesque manifestation d'opposants politique ait mis le feu aux poudres. Parmi l'opposition politique se fait sentir un besoin urgent : celui de créer une force paramilitaire soutenue par d'importants appuis politiques et industriels, pour contrebalancer la puissance des Titans. De ce besoin va naître l’Anti-Earth Union Group (反地球連邦組織), ou AEUG, qui regroupe les principaux protagonistes, mais aussi Karaba, basée sur Terre, dans les rangs desquels figureront Amuro Ray, Hayato Kobayashi et Kai Shiden. Les forces de l’AEUG regroupent à la fois des anciens soldats de la Fédération, mais aussi des ex-soldats de Zeon, des industriels, des scientifiques et toute personne qui s'opposent à la terreur instaurée par les Titans. La composante militaire de l'AEUG est dirigée par le contre-amiral Blex Forer, secondé par Char Aznable – le principal antagoniste de la première série – qui se dissimule sous l'identité du capitaine Quattro Bajeena, tandis que le pouvoir politique dépend secrètement de Melany Hugh Carbine, le PDG d'Anaheim Electronics.
La création de l'AEUG va de fait créer un état de guerre froide, où les deux camps vont s'observer du coin de l'œil, évitant soigneusement de s'affronter ouvertement. Et c'est dans ce contexte que débute la série.
Le héros est un jeune adolescent de la Fédération nommé Kamille Bidan, habitant la colonie Side-7, rebaptisée Gryps par les Titans. Délaissé par ses parents, qui privilégient leurs emplois d'ingénieurs auprès des Titans, Kamille est un brillant jeune homme, lui-même doué pour l'ingénierie et le pilotage.
Par un extraordinaire concours de circonstance, il va se retrouver impliqué dans un accrochage entre les Titans et l'AEUG, lorsque ces derniers tendant de voler l'un des prototypes du RX-178 Gundam Mark II. Kamille va prendre fait et cause pour les rebelles, avant de prendre les commandes d'un des prototypes du Gundam Mark II, le mobile suit conçu par son propre père.
Cet incident marque un tournant historique, car il marque le début d'une guerre sanglante qui sera connue sous le nom de Conflit de Gryps, et qui dégénère rapidement en guerre à grande échelle, s'étendant aux cités lunaires, à la Terre et aux colonies spatiales.
Pour Kamille, c'est le début d'une tragédie et d'une odyssée personnelle : après avoir vu ses parents mourir sous ses yeux, il décide de s'investir dans ce combat contre l'oppression des Titans. Très vite, il va développer des aptitudes qui caractérisent les newtype et, avec le soutien de Quattro Bajeena qui le prend sous son aile, il deviendra l'une des pièces maîtresses de l’AEUG.
Au cours du conflit, Kamille connaîtra l'amour mais aussi la trahison, la supercherie et la mort, omniprésente. Ballotté par ses émotions et au centre d'enjeux politique colossaux dont dépendent le destin de l'humanité.

## Personnages
Ci-dessous sont listés les personnages principaux de la série.
AEUG
- Kamille Bidan (カミーユ・ビダン,, Kamīyu Bidan?) : le héros, un adolescent impulsif détestant son prénom qu’il juge par trop féminin.
- Quattro Bajeena (クワトロ・バジーナ, Kuwatoro Bajina?) (alias Char Aznable) : l’ancien ennemi de la Fédération, qui apparaît ici sous un jour humain et sensible.
- Bright Noa (ブライト・ノア, Buraito Noa?) : capitaine du White Base dans la première série, il n’hésite pas à déserter les rangs des Forces Fédérales pour rejoindre l'AEUG. Dans cette série, il est marié avec Mirai (ex-Yashima) avec qui il a eu deux enfants : Hathaway et Cheimin.

Karaba
- Amuro Ray (アムロ・レイ, Amuro Rei?) : le héros de la première série, qui apparaît torturé par les affres de la guerre d’indépendance de Zeon. Son esprit combatif se réveillera finalement et il rejoindra le petit groupe rebelle Karaba.
- Hayato Kobayashi (ハヤト・コバヤシ, Hayato Kobayashi?) : pilote du Guncannon lors de la précédente série, il est aujourd'hui marié à Frau Bow et a adopté les trois orphelins Katsu, Letsu et Kikka. Directeur du musée spatial de Cap Kennedy, il est en fait le chef militaire et politique de Karaba.
- Beltorchika Irma (ベルトーチカ・イルマ?) : officier de liaison et de renseignement, c'est une jeune femme dynamique qui s'intéresse de très près à Amuro.

Titans
- Paptimus Scirocco (パプテマス・シロッコ?) : un pilote émérite, doté d'une intelligence exceptionnel et d'un grand charisme dont il se sert pour manipuler les autres, il dirige le gigantesque vaisseau spatial industriel Jupitoris.
- Jerid Messa (ジェリド・メサ, Jerido Mesa?) : un pilote arrogant et antipathique qui devient très vite le rival de Kamille.
- Four Murasame (フォウ・ムラサメ, Fō Murasame?) : jeune orpheline de guerre, amnésique et au passé obscur, elle pilote le Psycho Gundam, un redoutable Mobile Suit. Four est en outre une newtype artificielle[N 2] et son nom vient du fait qu'elle est le quatrième cobaye des laboratoires Newtype Murasame. Kamille et elle vivront un amour aussi bref qu'intense.
- Rosamia Badam (ロザミア・バダム, Rozamia Badamu?) : pilote des Forces Fédérales, intégré plus tard dans les rangs des Titans, c'est également un Cyber Newtype. Ayant visiblement vécu un important traumatisme durant la Guerre d'Un An, elle est mentalement très instable. À la suite de manipulations psychologiques, elle entrera en contact avec Kamille, persuadée qu'il est son grand frère. Une relation ambiguë va alors se nouer entre eux.

Axis (Neo Zeon)
- Haman Karn (ハマーン・カーン, Hamān Kān?) : fille de feu-l'amiral Maharaja Karn et aujourd'hui régente d'Axis au nom de la princesse Mineva Zabi, c'est une jeune femme ambitieuse, impitoyable et terriblement dangereuse.
- Mineva Lao Zabi (ミネバ・ラオ・ザビ, Mineba Rao Zabi?) : fille de feu le vice-amiral Dozel et Zena Zabi, c'est la dernière représentante de la dynastie Zabi qui entraîna jadis Side-3 dans la Guerre d'Un An. Âgée de sept ans, elle n'est guère qu'un instrument politique aux mains de Hamahn Karn. Personnage que l'on retrouvera dans Gundam Unicorn .

Sources,.

## Commentaire
Zeta Gundam se pose dans la continuité de la première série, Mobile Suit Gundam, à travers le mélange entre batailles de mechas et sentiments intimes des personnages, qui révèlent tour à tour leurs forces et leurs faiblesses. Le conflit de Gryps est ainsi alimenté par les ambitions, les personnalités et les calculs politiques des protagonistes,. On retrouve une autre similitude dans l’approche initiale du scénario, qui prend pour héros un jeune adolescent a priori étranger à la guerre et étant sans le savoir un newtype. Mais pour ne pas subir un nouvel échec, Tomino multiplie les retournements de situations et accentue le côté épique et dramatique de l’œuvre,, notamment à travers les horreurs de la guerre, rapprochant son œuvre du genre space opera.
La situation géopolitique, qui divise principalement le monde en quatre poles (Fédération, Titans, AEUG/Karaba et Axis/Neo Zeon), évolue au fil des alliances et des trahisons dans le scénario, illustrant là encore la volonté de Tomino de vouloir produire une œuvre dense. Maintenir l’ambiguïté sur l’identité des véritables ennemis deviendra à partir de là une marque de fabrique de la franchise.
La série se pose parmi tous les autres volets de la saga comme étant l’un des plus tragiques et des plus noirs. La mise en scène et la narration maintiennent le suspense au long de la série, dans une atmosphère lourde et tendue. L’émotion et la tension augmentent au fur et à mesure que le scénario gagne en complexité et que des évènements tragiques jonchent le parcours du héros, jusqu'au point d'orgue atteint dans l'épisode final.

## L’anime

### Production
La première série ayant été un échec lors de sa première diffusion, Tomino n’avait pas prévu alors de produire d’autres séries Gundam. Pourtant, le succès des rediffusions de la première série, ainsi que la sortie des films au cinéma, pousse Sunrise à mettre en chantier une suite cinq ans plus tard. On retrouve à la production de la série nombre de personnes impliquées dans la première : Tomino bien sûr, mais aussi Yoshikazu Yasuhiko pour le character design et Kunio Ōkawara pour la conception des Mobile Suit. Le design du Zeta Gundam inspirera d’ailleurs plusieurs autres machines dans la suite de la franchise.
Alors que la plupart des personnages principaux de Mobile Suit Gundam se retrouvent dans Zeta Gundam, Sayla Mass n’y joue pratiquement plus aucun rôle. Cela s’explique par l’absence de sa seiyū au moment du tournage, partie en Afrique ; dans une de ses nouvelles, Tomino lui avait pourtant donné une place prépondérante (elle y est la petite amie d’Amuro).

### Réception et critique
La série fut diffusée pour la première fois le 2 mars 1985 sur la chaîne Nagoya Broadcasting Network (en). Elle a été exportée aux États-Unis en 2004 en format DVD et en Italie en février 2009 sur la TNT. En 2010, elle a aussi été diffusée en streaming par Bandai. Récemment, une version blu-ray est sortie en deux coffrets (respectivement le 19 décembre 2008 et le 23 janvier 2009). C'est cette dernière version qui est sorti en 2017 en France par l'éditeur @Anime.
Contrairement à la série originale (qui eut une première audience décevante), Zeta Gundam rencontra un très fort succès lors de sa sortie, avec un score d’audience moyen de 6,6 % et une pointe à 11,7 % selon le magazine Weekly The Television. C’est donc à ce jour la série la plus populaire de toute la franchise en termes d’audience, et ce succès explique probablement la longévité exceptionnelle de Gundam par la suite. Enfin, la série est souvent considérée par les fans comme l’une des meilleures de la saga,.
En dehors du monde de l’animation, une série de timbres intitulée « héros et héroïnes d’animes » sortie en 2005 au Japon rendra hommage à la série en y représentant Kamille Bidan (ainsi que Char Aznable et Amuro Ray, pour la série originale).
L’anime sera directement suivi par Mobile Suit Gundam ZZ, même si peu de personnages y seront repris – Tomino décide en effet d’en faire une série à part entière et non une seconde saison de Zeta Gundam comme prévu à l’origine. Finalement, ce chapitre de l’universal century débuté avec Mobile Suit Gundam trouvera sa fin dans le film Mobile Suit Gundam : Char contre-attaque, qui mettra aussi un point final à la relation de rivalité entre Char Aznable et Amuro Ray.

### Fiche technique
- Titre : Mobile Suit Zeta Gundam (機動戦士Ζガンダム, Kidō Senshi Zēta Gandamu?)
- Genre : anime
- Pays : Japon
- Format : 50 épisodes de 30 minutes
- Première diffusion : 2 mars 1985 – 22 février 1986[21]

#### Équipe de réalisation
- Réalisation : Yoshiyuki Tomino
- Idée originale : Yoshiyuki Tomino et Hajime Yatate
- Scénario : Yoshiyuki Tomino, Hiroshi Ohonogi, Yumiko Suzuki, Tomoko Kawasaki, Miho Maruo, Yasushi Hirano, Akinori Endoh
- Character design : Yoshikazu Yasuhiko
- Conception des mechas : Kunio Ōkawara, Kazumi Fujita
- Design : Mamoru Nagano
- Animation : Hiroyuki Kitazume, Toshimitsu Kobayashi, Takashi Hyodoh, Kisaraka Yamada, Akihiro Kanayama, Shiroh Teruhi, Hidetoshi Ohomori, Yasuhiro Seo, Katsumi Terahigashi, Naoyuki Onda, Hirohide Shikishima, Yorihisa Uchida
- Direction artistique : Junichi Higashi
- Direction du son : Sadayoshi Fujino
- Musique : Shigeaki Saegusa
- Production : Toru Moriyama, Kuniaki Ohnishi, Kenji Uchida
- Studio : Sunrise

Sources,.

#### Doublage original
On peut noter que les personnages se trouvant déjà dans Mobile Suit Gundam ont été doublés par les mêmes seiyū dans Zeta Gundam.
|                                | Voix japonaise   |
| ------------------------------ | ---------------- |
| Amuro Ray                      | Toru Furuya      |
| Apolly / Torres                | Kenta Abe        |
| Astonaige Medoz                | Shingo Hiromori  |
| Beltorchika Irma               | Maria Kawamura   |
| Blex Forer / Kacricon Cacooler | Takaya Toudou    |
| Bright Noa                     | Hirotaka Suzuoki |
| Emma Sheen                     | Maya Okamoto     |
| Fa Yuiry                       | Miyuki Matsuoka  |
| Fraw Kobayashi                 | Rumiko Ukai      |
| Hayato Kobayashi               | Kiyonobu Suzuki  |
| Henken Bekkener                | Jyurouta Kosugi  |
| Kai Shiden                     | Toshio Furukawa  |
| Kamille Bidan                  | Nobuo Tobita     |
| Katz Kobayashi                 | Keiichi Nanba    |
| Mirai Noa                      | Fuyumi Shiraishi |
| Quattro Bajeena / Char Aznable | Shuichi Ikeda    |
| Reccoa Londe                   | Masako Katsuki   |
| Roberto                        | Kouzou Shioya    |
| Wong Lee                       | Yukimasa Natori  |

|                              | Voix japonaise                     |
| ---------------------------- | ---------------------------------- |
| Bask Om                      | Daisuke Gouri                      |
| Buran Blutarch               | Hidetoshi Nakamura                 |
| Four Murasame                | Saeko Shimazu                      |
| Hamān Karn / Mouar Pharaoh   | Yoshiko Sakakibara                 |
| Jamaican Daninghan           | Keaton Yamada                      |
| Jamitov Hymem                | Masaru Ikeda / Tomomichi Nishimura |
| Jerid Messa                  | Kazuhiko Inoue                     |
| Lila Milla Rira              | Kimie Sawaki                       |
| Mineva Lao Zabi              | Miki Ito                           |
| Paptimus Scirocco            | Bin Shimada                        |
| Rosamia Badam                | Kayoko Fujii                       |
| Sarah Zabiarov / Cheimin Noa | Yuuko Mizutani                     |
| Yazan Gable                  | Yoshitada Ohtsuka                  |

Sources, .

#### Musiques
Génériques d’ouverture
- Zeta : Par-delà le temps (Mizu no Hoshi e Ai wo Komete) de Hiroko Moriguchi (épisode 25 à 50)
- L'Amour sur la Planète Bleue (Z・刻をこえて, Zeta - Toki wo Koete?) de Mami Ayukawa (épisode 1 à 24)

Générique de fin
- Croire en le ciel étoilé (星空のBelieve, Hoshizora no Believe?) de Mami Ayukawa

#### Liste des épisodes
| Ép# | Titre français,                   | Titre japonais     | Titre japonais          | Date de 1re diffusion |
| Ép# | Titre français,                   | Kanji              | Rōmaji                  | Date de 1re diffusion |
| --- | --------------------------------- | ------------------ | ----------------------- | --------------------- |
| 1   | Le Gundam noir                    | 黒いガンダム       | kuroi gandamu           | 2 mars 1985           |
| 2   | Le départ                         | 旅立ち             | Tabidachi               | 9 mars 1985           |
| 3   | Dans la capsule                   | カプセルの中       | Kapuseru no naka        | 16 mars 1985          |
| 4   | La désertion d’Emma               | エマの脱走         | Ema no dassō            | 23 mars 1985          |
| 5   | Entre père et Fils                | 父と子と…          | Chichi to ko to...      | 30 mars 1985          |
| 6   | En route vers la Terre            | 地球圏へ           | Chikyūken he            | 6 avril 1985          |
| 7   | La fuite de Side 1                | サイド1の脱出      | Saido 1 no dasshutsu    | 13 avril 1985         |
| 8   | Sur la face cachée de la Lune     | 月の裏側           | Tsuki no uragawa        | 20 avril 1985         |
| 9   | De nouveaux liens                 | 新しい絆           | Atarashii kizuna        | 27 avril 1985         |
| 10  | Retrouvailles                     | 再会               | Saikai                  | 4 mai 1985            |
| 11  | Entrée atmosphérique              | 大気圏突入         | Taikiken totsunyū       | 11 mai 1985           |
| 12  | Le vent souffle sur Jaburō        | ジャブローの風     | Jaburō no kaze          | 25 mai 1985           |
| 13  | Le lancement de la navette        | シャトル発進       | Shatoru hasshin         | 1er juin 1985         |
| 14  | Le réveil d'Amuro                 | アムロ再び         | Amuro futatabi          | 8 juin 1985           |
| 15  | Katz prend les commandes          | カツの出撃         | Katsu no shutsugeki     | 15 juin 1985          |
| 16  | Par-delà les ténèbres aveuglantes | 白い闇を抜けて     | Shiroi yami o nukete    | 22 juin 1985          |
| 17  | Hong Kong                         | ホンコン・シティ   | Hon Kon Shitei          | 29 juin 1985          |
| 18  | L'enlèvement de Mirai             | とらわれたミライ   | Torawareta Mirai        | 6 juillet 1985        |
| 19  | Cendrillon Four                   | シンデレラ・フォウ | Shinderera fō           | 13 juillet 1985       |
| 20  | La fuite infernale                | 灼熱の脱出         | Shakunetsu no dasshutsu | 20 juillet 1985       |
| 21  | Le signe du Zeta                  | ゼータの鼓動       | Zēta no Kodō            | 27 juillet 1985       |
| 22  | Le regard de Scirocco             | シロッコの眼       | Shirokko no me          | 3 août 1985           |
| 23  | Attaque lunaire                   | ムーン・アタック   | Mūn atakku              | 10 août 1985          |
| 24  | Contre-offensive                  | 反撃               | Hangeki                 | 17 août 1985          |
| 25  | Le jour où la colonie chuta       | コロニーが落ちる日 | Koronii ga ochiru hi    | 24 août 1985          |
| 26  | Le Spectre de Zeon                | ジオンの亡霊       | Jion no bōrei           | 31 août 1985          |
| 27  | Le retour de Char                 | シャアの帰還       | Shā no kikan            | 7 septembre 1985      |
| 28  | Infiltration sur le Jupitoris     | ジュピトリス潜入   | Jupitorisu senyū        | 14 septembre 1985     |
| 29  | Danger sur Side 2                 | サイド２の危機     | Saido 2 no kiki         | 21 septembre 1985     |
| 30  | L’attaque désespérée de Jerid     | ジェリド特攻       | Jerido tokkō            | 28 septembre 1985     |
| 31  | Half Moon love                    | ハーフムーン・ラブ | Hāfu mūn rabu           | 5 octobre 1985        |
| 32  | Les mystérieux Mobile Suit        | 謎のモビルスーツ   | Nazo no Mobiru Sūtsu    | 12 octobre 1985       |
| 33  | Le messager venu d'Axis           | アクシズからの使者 | Akushizu kara no shisha | 19 octobre 1985       |
| 34  | L’appel des ténèbres              | 宇宙が呼ぶ声       | Sora ga yobu koe        | 26 octobre 1985       |
| 35  | Tempête sur le Kilimanjaro        | キリマンジャロの嵐 | Kirimanjaro no arashi   | 2 novembre 1985       |
| 36  | Four, pour toujours...            | 永遠のフォウ       | Eien no fō              | 9 novembre 1985       |
| 37  | Le jour de Dakkar                 | ダカールの日       | Dakāru no hi            | 16 novembre 1985      |
| 38  | L’ombre de Reccoa                 | レコアの気配       | Rekoa no kehai          | 23 novembre 1985      |
| 39  | Au bord du lac                    | 湖畔               | Kohan                   | 30 novembre 1985      |
| 40  | L’activation de Gryps             | グリプス始動       | Guripusu shidō          | 7 décembre 1985       |
| 41  | L’Eveil                           | 目覚め             | Mezame                  | 14 décembre 1985      |
| 42  | Adieu, Rosammy                    | さよならロザミィ   | Sayonara Rozamii        | 21 décembre 1985      |
| 43  | Le ricanement de Hamahn           | ハマーンの嘲笑     | Hamān no chōshō         | 4 janvier 1986        |
| 44  | La Porte de Zedan                 | ゼダンの門         | Zedan no mon            | 11 janvier 1986       |
| 45  | Les envoyés du ciel               | 天から来るもの     | Ten kara kuru mono      | 18 janvier 1986       |
| 46  | La révolte de Scirocco            | シロッコ立つ       | Shirokko tatsu          | 25 janvier 1986       |
| 47  | Le Maelstrom spatial              | 宇宙の渦           | Sora no uzu             | 1er février 1986      |
| 48  | Dans la tête de Rosamia           | ロザミアの中で     | Rozamia no naka de      | 8 février 1986        |
| 49  | Existences balayées               | 生命散って         | Inochi chitte           | 15 février 1986       |
| 50  | Sillonnant l'infini               | 宇宙を駆ける       | Sora o kakeru           | 22 février 1986       |

## Les films

### Contexte et accueil
Pour célébrer le vingtième anniversaire de la série en 2005, cette dernière est adaptée pour le cinéma en trois films connus sous le nom de Mobile Suit Zeta Gundam : A New Translation. La trilogie mélange des séquences de la série originale remastérisées avec des scènes originales, modifiant ainsi en plusieurs endroits la trame pour dynamiser le scénario. Cependant, le contraste entre animation ancienne et nouvelle se ressent logiquement et entraîne un certain manque d’harmonie par endroit. Concernant la musique, les compositions originales de Shigeaki Saegusa sont toujours présentes, avec en sus quelques nouvelles chansons (dont le générique d’ouverture) réalisées par Gackt, un artiste de J-pop célèbre au pays du soleil levant.
Parmi tous les changements, certains se démarquent clairement. Ainsi, Four Murasame meurt beaucoup plus tôt dans le film, précipitant la spirale infernale dans laquelle tombe Kamille, alors que sa rivalité avec Jerid est paradoxalement moindre. La fin rompt très largement avec la série, puisque Tomino souhaitait accorder à Kamille un sort moins néfaste. Hamān Karn se retrouve aussi dans une position bien moins avantageuse, étant forcée de battre en retraite après l'ultime bataille. Enfin, toute la partie de l'attaque de Dakar par l’AEUG et du fameux discours de Char Aznable a été entièrement coupée.
Le premier film sort le 28 mai 2005 au cinéma, même s’il fut diffusé pour la première fois lors du Festival international du film fantastique de Tōkyō le 17 octobre 2004,. Le succès commercial est très important au Japon comme le montre le box-office de l’archipel lors des sorties : le premier film se hisse ainsi à la troisième place et rapporte finalement environ 850 millions de yens tandis que les deux suivants atteignent la cinquième place,. Les revenus se montent finalement à 2 milliards de yens. Les ventes sont aussi satisfaisantes en DVD, le premier film s’écoulant à 138 215 copies en 2005 et le second prenant la tête des ventes lors de sa première semaine (du 20 février 2006). Le succès se retrouve donc logiquement dans la critique, avec le prix du meilleur film d’animation au Festival de Kōbe en 2005.
Toutefois, le film n’a encore jamais été commercialisé à l’étranger, bien qu’il soit licencié aux États-Unis.

### Fiche technique
- Titres[N 3] :
  - Film 1 : Mobile Suit Zeta Gundam : Les Héritiers des étoiles[9] (機動戦士Zガンダム -星を継ぐ者, Kidō Senshi Z Gundam - Hoshi wo tsugu mono?)
  - Film 2 : Mobile Suit Zeta Gundam II : Amants[9] (機動戦士ZガンダムⅡ-恋人たち, Kidō Senshi Z Gundam II - Koibitotachi?)
  - Film 3 : Mobile Suit Zeta Gundam II : C'est l'amour qui fait battre les étoiles[9] (機動戦士ZガンダムⅢ-星の鼓動は愛, Kidō Senshi Z Gundam III - Hoshi no kodō wa ai?)
  - Titre international : Mobile Suit Zeta Gundam : A New Translation[41]
- Origine : Japon
- Durées : 94 minutes (film 1)[41], 98 minutes (film 2)[42], 100 minutes (film 3)[43]
- Sorties : 28 mai 2005 (film 1)[41], 29 octobre 2005 (film 2)[42], 6 mars 2006 (film 3)[43]

#### Équipe de réalisation
- Réalisation et scénario : Yoshiyuki Tomino
- Character design : Yoshikazu Yasuhiko
- Conception des mechas : Kunio Ōkawara, Kazumi Fujita
- Animation : Naoyuki Onda, Morifumi Naka
- Direction artistique : Junichi Higashi, Masatoshi Kai
- Direction du son : Sadayoshi Fujino
- Musique : Shigeaki Saegusa (originale), Gackt
- Production : Satoshi Kubo, Keiichi Matsumura, Kenji Uchida
- Studio : Sunrise

Source .

#### Doublage original
La plupart des seiyū de Zeta Gundam ont accepté de participer à ce projet, à l’exception de Saeko Shimazu et Miyuki Matsuoka, remplacés respectivement par Yukana et Saeko Shimazu. Voir ci-dessus.

#### Musique
- Générique d'ouverture : Metamorphoze de Gackt
- Génériques de fin :
  - Film 1 : Kimi Ga Matteiru Kara de Gackt
  - Film 2 : Mind Forest de Gackt
  - Film 3 : Love Letter de Gackt
  - Film 3 : Dybbuk de Gackt

Source.

## Autres médias
La série fut adaptée en manga par Kazuhisa Kondo en 1994 dans le magazine Comic BonBon (Kōdansha), avec un scénario très similaire. On peut aussi noter que deux autres mangas se passant entre la fin de Mobile Suit Gundam et le début de Zeta Gundam préfigurent des événements qui vont suivre : Mobile Suit Gundam : Char's Deleted Affair (機動戦士ガンダムC.D.A.若き彗星の肖像, 12 tomes, 2002) de Hiroyuki Kitazume, qui relate le sort de Char Aznable après la guerre d’indépendance de Zeon et sa relation avec la jeune Hamān Karn, et Advance of Zeta: The Flag of Titans (アドバンス・オブ・Z～ティターンズの旗の下に～, , 4 tomes, 2003) qui couvre la création et les premiers faits d’armes des Titans. D’autres travaux moins notables existent néanmoins, comme le manga Mobile Suit Zeta: Another Story de Yuichi Hasegawa (one shot, 2005) qui présente une histoire alternative.
La série fut aussi bien sûr transcrite en nouvelle par Tomino.
Enfin, plusieurs jeux vidéo d’action ont été tirés de la série, tous édités par Bandai :
- Kidō Senshi Z Gundam: Hot Scramble sur NES (28 août 1986 au Japon)[50], porté le 18 mars 2004 sur Game Boy Advance[51] ;
- Kidō Senshi Z Gundam: Away to the Newtype sur Super Nintendo (1996 au Japon)[52] ;
- Mobile Suit Z Gundam Zenpen Z no kodō sur Saturn (25 avril 1997 au Japon)[53] ;
- Mobile Suit Z Gundam - Kōhen Uchū wo Kakeru sur Saturn (25 septembre 1997 au Japon)[54] ;
- Mobile Suit Z-Gundam sur PlayStation 1 (11 décembre 1997 au Japon)[55] ;
- Mobile Suit Z-Gundam: AEUG vs. Titans sur PlayStation 2 (4 décembre 2003 au Japon)[56] ;
- Mobile Suit Gundam: Gundam vs. Z Gundam sur PlayStation 2 et GameCube (9 décembre 2004 au Japon)[57].

Aucun de ces jeux n’a été commercialisé en français. Pourtant, ils ont tous connu un vif succès, que ce soit en termes de vente au Japon (Gundam Vs. Z-Gundam se classe par exemple troisième des ventes lors de sa sortie, à 183 583 jeux écoulés en une semaine) ou dans la critique. On peut aussi noter que Mobile Suit Z-Gundam : Hot Scramble est le premier jeu Gundam à être produit sur une console de jeux.

## Annexe